# Gladenbach
Gladenbach là một thị xã ở bang Hessen, Đức, ở phía tây của huyện Marburg-Biedenkopf.
Các khu vực dân cư:
| - Weidenhausen - Gladenbach - Kehlnbach - Erdhausen - Römershausen | - Rachelshausen - Runzhausen - Bellnhausen - Sinkershausen - Diedenshausen | - Weitershausen - Frohnhausen - Friebertshausen - Rüchenbach - Mornshausen |